# Хлебникова, Вера Владимировна
Вера Владимировна Хлебникова (20 марта 1891 — 19 января 1941) — русская художница, график, авангардист.

## Биография
Вера Хлебникова родилась 20 марта 1891 года в главной ставке Малодербетовского улуса Астраханской губернии (ныне село Малые Дербеты, Калмыкия) в семье российского ботаника и орнитолога Владимира Алексеевича Хлебникова, происходившего из богатой купеческой семьи Хлебниковых, и его жены Екатерины Николаевны Хлебниковой (урождённой Вербицкой), историка. Сестра поэта Велимира Хлебникова. Как и он, в детстве писала стихи.
В 1898 году Хлебниковы переехали в Казань, где в 1905 году, после окончания Мариинской женской гимназии, Вера Хлебникова поступила в Казанскую художественную школу. Недолго проучившись в Киевском художественном училище, Хлебникова сменила несколько частных художественных школ, остановившись в 1910 году на школе Общества поощрения художников в Петербурге.
Проживая в Париже, брала уроки у Кеес ван Донгена. Осенью 1913 года Вера Хлебникова покинула Париж и отправилась в Италию, во Флоренцию, где поступила в Академию художеств, которую не смогла закончить из-за нехватки средств.
В Россию Вера Хлебникова возвратилась через Англию, в августе 1916 года. Большинство работ, созданных ею в Италии, остались там, в доме её хозяйки Адели Ранфиньи. В Астрахань, в родительский дом, она привезла лишь полтора десятка работ, уместившихся в чемодан. Судьба оставшихся в Италии на данный момент остается неизвестной: до середины 1930-х Вера Хлебникова переписывалась с Ранфиньи и была уверена, что работы сохранены, позже переписка прервалась.
После смерти Велимира Хлебникова в 1922 году Вера Хлебникова написала свои воспоминания, посвященные жизни и творчеству брата.
В 1924 году вышла замуж за художника Петра Митурича.
Скончалась в Москве в 1941 году после тяжёлой болезни. Похоронена на Новодевичьем кладбище.

## Работы художника находятся в собраниях
- Государственный Русский музей, Санкт-Петербург
- Астраханская картинная галерея, Астрахань
- Дом-музей Велемира Хлебникова, Астрахань

## Персональные выставки
- 1977 — «Вера Хлебникова». Астраханская картинная галерея, Астрахань.

## Семья
- Хлебников Владимир Алексеевич — отец, учёный-орнитолог, лесовед, основатель первого в России государственного заповедника в дельте Волги
  - Хлебников Велимир — брат, поэт
  - Митурич Пётр Васильевич — муж, художник
    - Митурич-Хлебников Май Петрович — сын, художник
      - Митурич-Хлебникова Вера Маевна — внучка, художник
        - Сумнина Мария Андреевна — правнучка, художник